# Chã de Igreja (Ribeira Grande de Santiago)
Chã de Igreja es una localidad caboverdiana del municipio de Ribeira Grande de Santiago.

## Geografía
La localidad está situada en la isla Santiago.

## Organización territorial
La localidad abarca los lugares y barrios de:
- Chã de Igreja
- Kerlem